# Мерсер, Берил
Берил Мерсер (англ. Beryl Mercer, 13 августа 1882 — 28 июля 1939) — американская актриса. Родилась в Севилье в британской семье. В 1906 году актриса дебютировала на Бродвее, где последующие годы продолжала много играть. На киноэкранах Мерсер впервые появилась в 1916 году в немом фильме. В последующие два десятилетия своей карьеры актриса появилась более чем в пятидесяти кинокартинах, воплощая на экранах второстепенные роли матерей, бабушек и горничных. Наиболее известными фильмами с её участием стали «На Западном фронте без перемен» (1930), «Ист Линн» (1931), «Враг общества» (1931), «Нежная улыбка» (1932), «Джейн Эйр» (1934), «Маленькая принцесса» (1939) и «Собака Баскервилей» (1939). Актриса дважды была замужем. Её вторым супругом был британский актёр Холмс Херберт. Берил Мерсер скончалась в 1939 году в возрасте 56 лет после перенесённой ранее операции. Похоронена на кладбище Форест-Лаун в Глендейле.

## Избранная фильмография
| Год  |   | Русское название               | Оригинальное название          | Роль                    |
| ---- | - | ------------------------------ | ------------------------------ | ----------------------- |
| 1930 | ф | На Западном фронте без перемен | All Quiet on the Western Front | фрау Боймер, мать Пауля |
| 1933 | ф | Кавалькада                     | Cavalcade                      | повар                   |